# جوشوا سيلفا
جوشوا سيلفا (بالإنجليزية: Joshua Silva)‏ (21 أغسطس 1990 بجوهانسبرغ في جنوب أفريقيا - ) هو لاعب كرة قدم جنوب أفريقي في مركز الدفاع. شارك مع منتخب البرتغال تحت 21 سنة لكرة القدم. أما مع النوادي، فقد لعب مع نادي أولهانينسي ونادي بودو/غليمت ونادي فيكتوريا 1889 برلين ‏ وZawisza Bydgoszcz ‏ وS.C.U. Torreense ‏ وAnagennisi Epanomi F.C. ‏ وC.D.R. Quarteirense ‏ ونادي فارنزي وEstrela de Vendas Novas ‏.

## وصلات خارجية
- جوشوا سيلفا على موقع قاعدة بيانات كرة القدم.إي يو (الإنجليزية)
- جوشوا سيلفا على موقع Soccerway.com (الإنجليزية)